# Lycopodiella appressa
Lycopodiella appressa là một loài thực vật có mạch trong Họ Thạch tùng. Loài này được (Chapm.) Cranfill mô tả khoa học đầu tiên năm 1981.